# Jazz Tour
El Jazz Tour fue una gira de conciertos realizada por la banda de rock británica Queen. El Tour promocionaba el álbum Jazz.
La manga europea del tour fue grabada y lanzada en un LP llamado Live Killers, siendo este el primer álbum en vivo de Queen. A la manga japonesa también se le conoce bajo el nombre de Live Killers, aunque la grabación de esos conciertos no fue introducida dentro del álbum.
Esta gira se caracterizó por ser bastante extensa y continua en comparación a las giras anteriores, lo que, sumado al poco descanso que tuvo la banda desde las sesiones de grabación del álbum "Jazz", provocó una merma en el rendimiento vocal del cantante Freddie Mercury. Esto llegó a un clímax durante los últimos conciertos en Japón (los conciertos en Tokio en las últimas semanas de abril, y en especial en Fukuoka, a comienzos de mayo). Otro dato que da cuenta de lo agotadora que fue esta gira fue el desmayo que sufrió el mánager de Queen durante el tour.

## Lista de canciones

### Primera Manga
- 1. We Will Rock You (Fast Version)
- 2. Let Me Entertain You
- 3. Somebody To Love
- 4. If You Can't Beat Them
- 5. Death On Two Legs (Dedicated To...)
- 6. Killer Queen
- 7. Bicycle Race
- 8. I'm in Love with My Car
- 9. Get Down Make Love
- 10.You're My Best Friend
- 11.Now I'm Here
- 12.Spread Your Wings
- 13.Dreamer's Ball
- 14.Love of My Life
- 15.'39
- 16.It's Late
- 17.Brighton Rock
- 18.Fat Bottomed Girls
- 19.Keep Yourself Alive
- 20.Bohemian Rhapsody
- 21.Tie Your Mother Down
- 22.Sheer Heart Attack
- 23.We Will Rock You
- 24.We Are the Champions
- 25.God Save The Queen

#### Canciones Interpretadas Rara Vez
- Jailhouse Rock
- Big Spender
- Good Old Fashioned Lover Boy

### Segunda y Tercera Manga
- 1. We Will Rock You (Fast Version)
- 2. Let Me Entertain You
- 3. Somebody To Love
- 4. If You Can't Beat Them
- 5. Death On Two Legs (Dedicated To...)
- 6. Killer Queen
- 7. Bicycle Race
- 8. I'm in Love with My Car
- 9. Get Down Make Love
- 10.You're My Best Friend
- 11.Now I'm Here
- 12.Don't Stop Me Now
- 13.Spread Your Wings
- 14.Dreamer's Ball
- 15.Love of My Life
- 16.'39
- 17.It's Late
- 18.Brighton Rock
- 19.Keep Yourself Alive/Fun It(intro)
- 20.Bohemian Rhapsody
- 21.Tie Your Mother Down
- 22.Sheer Heart Attack
- 23.We Will Rock You
- 24.We Are the Champions
- 25.God Save The Queen

#### Canciones Interpretadas Rara Vez
- Fat Bottomed Girls (en lugar de If You Can't Beat Them)
- Teo Torriatte
- Mustapha (intro)
- Jailhouse Rock
- Big Spender

### Cuarta Manga
- 1. We Will Rock You (Fast Version)
- 2. Let Me Entertain You
- 3. If You Can't Beat Them
- 4. Mustapha
- 5. Death On Two Legs (Dedicated To...)
- 6. Killer Queen
- 7. I'm in Love with My Car
- 8. Get Down, Make Love
- 9. You're My Best Friend
- 10.Now I'm Here
- 11.Somebody To Love
- 12.Spread Your Wings
- 13.Love of My Life
- 14.Keep Yourself Alive
- 15.Drum solo
- 16.Guitar solo
- 17.Bohemian Rhapsody
- 18.Tie Your Mother Down
- 19.Sheer Heart Attack
- 20.Jailhouse Rock
- 21.We Will Rock You
- 22.We Are the Champions
- 23.God Save The Queen

## Fechas del Tour
| Fecha                                  | Ciudad             | País                               | Lugar                            |
| -------------------------------------- | ------------------ | ---------------------------------- | -------------------------------- |
| Primera Manga - Norteamérica           |                    |                                    |                                  |
| 28 de octubre de 1978                  | Dallas             | Estados Unidos                     | Dallas Convention Center         |
| 29 de octubre de 1978                  | Memphis            | Estados Unidos                     | Mid South Coliseum               |
| 31 de octubre de 1978                  | Nueva Orleans      | Estados Unidos                     | Civic Auditorium                 |
| 3 de noviembre de 1978                 | Miami              | Estados Unidos                     | Sportorium                       |
| 4 de noviembre de 1978                 | Lakeland           | Estados Unidos                     | Civic Center                     |
| 6 de noviembre de 1978                 | Washington         | Estados Unidos                     | Capitol Centre                   |
| 7 de noviembre de 1978                 | New Haven          | Estados Unidos                     | Coliseum                         |
| 9 y 10 de noviembre de 1978            | Detroit            | Estados Unidos                     | Cobo Arena                       |
| 11 de noviembre de 1978                | Kalamazoo          | Estados Unidos                     | Wings Stadium                    |
| 13 de noviembre de 1978                | Boston             | Estados Unidos                     | Garden                           |
| 14 de noviembre de 1978                | Providencia        | Estados Unidos                     | Rhode Island Civic Center        |
| 16 y 17 de noviembre de 1978           | Nueva York         | Estados Unidos                     | Madison Square Garden            |
| 19 de noviembre de 1978                | Uniondale          | Estados Unidos                     | Nassau Coliseum                  |
| 20 de noviembre de 1978                | Filadelfia         | Estados Unidos                     | Wachovia Spectrum                |
| 22 de noviembre de 1978                | Nashville          | Estados Unidos                     | Auditorium                       |
| 23 de noviembre de 1978                | St. Louis          | Estados Unidos                     | Checkerdome                      |
| 25 de noviembre de 1978                | Richfield          | Estados Unidos                     | Coliseum                         |
| 26 de noviembre de 1978                | Cincinnati         | Estados Unidos                     | Coliseum                         |
| 28 de noviembre de 1978                | Buffalo            | Estados Unidos                     | War Memorial Auditorium          |
| 30 de noviembre de 1978                | Ottawa             | Canadá                             | Civic Centre                     |
| 1 de diciembre de 1978                 | Montreal           | Canadá                             | Forum                            |
| 3 y 4 de diciembre de 1978             | Toronto            | Canadá                             | Maple Leaf Garden                |
| 6 de diciembre de 1978                 | Madison            | Estados Unidos                     | Dane County Coliseum             |
| 7 de diciembre de 1978                 | Chicago            | Estados Unidos                     | Coliseum                         |
| 8 de diciembre de 1978                 | Kansas City        | Estados Unidos                     | Kemper Arena                     |
| 12 de diciembre de 1978                | Seattle            | Estados Unidos                     | Coliseum                         |
| 13 de diciembre de 1978                | Portland           | Estados Unidos                     | Coliseum                         |
| 14 de diciembre de 1978                | Vancouver          | Canadá                             | PNE Coliseum                     |
| 16 de diciembre de 1978                | Oakland            | Estados Unidos                     | Coliseum                         |
| 18, 19 y 20 de diciembre de 1978       | Inglewood          | Estados Unidos                     | Forum                            |
| Segunda Manga - Europa(Live Killers)   |                    |                                    |                                  |
| 17 de enero de 1979                    | Hamburgo           | Alemania                           | Ernst-Merck-Halle                |
| 18 de enero de 1979                    | Kiel               | Alemania                           | Ostseehalle                      |
| 20 de enero de 1979                    | Bremen             | Alemania                           | Stadthalle                       |
| 21 de enero de 1979                    | Dortmund           | Alemania                           | Westfalenhalle                   |
| 23 de enero de 1979                    | Hanover            | Alemania                           | Coliseum                         |
| 24 de enero de 1979                    | Berlín             | Alemania                           | Messesportspalace                |
| 26 y 27 de enero de 1979               | Bruselas           | Bélgica                            | Forest National                  |
| 29 y 30 de enero de 1979               | Róterdam           | Países Bajos                       | Ahoy Hall                        |
| 1 de febrero de 1979                   | Colonia            | Alemania                           | Sporthalle                       |
| 2 de febrero de 1979                   | Fráncfort del Meno | Alemania                           | Festhalle                        |
| 4 de febrero de 1979                   | Zúrich             | Suiza                              | Hallenstadion                    |
| 6 de febrero de 1979                   | Zagreb             | Yugoslavia (actualmente Croacia)   | Dom Sportova                     |
| 7 de febrero de 1979                   | Liubliana          | Yugoslavia (actualmente Eslovenia) | Tivoli Halle                     |
| 9 de febrero de 1979                   | Varsovia           | Polonia                            | Sala Kongresowa                  |
| 11 de febrero de 1979                  | Múnich             | Alemania                           | Rudi Sedlmayer Halle             |
| 13 de febrero de 1979                  | Stuttgart          | Alemania                           | Sporthalle Boeblingen            |
| 15 de febrero de 1979                  | Saarbrücken        | Alemania                           | Saarlandhalle                    |
| 17 de febrero de 1979                  | Lyon               | Francia                            | Palais des Sports                |
| 19, 20 y 21 de febrero de 1979         | Barcelona          | España                             | Palacio de los Deportes          |
| 22, y 23 de febrero de 1979            | Madrid             | España                             | Pabellón de Real Madrid          |
| 25 de febrero de 1979                  | Poitiers           | Francia                            | Les Arenes                       |
| 27, 28 de febrero y 1 de marzo de 1979 | París              | Francia                            | Pavillion de Paris               |
| Tercera Manga - Japón                  |                    |                                    |                                  |
| 13 y 14 de abril de 1979               | Tokio              | Japón                              | Nippon Budōkan                   |
| 19 y 20 de abril de 1979               | Osaka              | Japón                              | Festival Hall                    |
| 21 de abril de 1979                    | Kanazawa           | Japón                              | Practica Ethics Commemor         |
| 23, 24 y 25 de 1979                    | Tokio              | Japón                              | Nippon Budōkan                   |
| 27 de abril de 1979                    | Kobe               | Japón                              | Central International Display    |
| 28 de abril de 1979                    | Nagoya             | Japón                              | International Display            |
| 30 de abril y 1 de mayo de 1979        | Fukuoka            | Japón                              | Kyuden Kinen Taikukan            |
| 2 de mayo de 1979                      | Yamaguchi          | Japón                              | Prefectural Athletic Association |
| 5 y 6 de mayo de 1979                  | Sapporo            | Japón                              | Makomani Ice Arena               |
| Cuarta Manga - Alemania                |                    |                                    |                                  |
| 18 de agosto de 1979                   | Saarbrücken        | Alemania                           | Ludwigsparkstadion               |